# Marcowy Zając
Marcowy Zając (ang. March Hare), znany również jako Szarak bez Piątej Klepki – fikcyjna postać z książki Lewisa Carrolla Alicja w Krainie Czarów.

## Charakterystyka
Jest to antropomorficzny zając szarak. Ilustracje Johna Tenniela do pierwszego wydania Alicji w Krainie Czarów przedstawiają go ze słomą na głowie, co jest powszechnym przedstawieniem szaleństwa lub irracjonalności w epoce wiktoriańskiej. Po raz pierwszy pojawia się w siódmym rozdziale, gdzie wraz z Szalonym Kapelusznikiem i Susłem przeżywają niekończący się podwieczorek przed domem Zająca. Marcowy Zając oraz Kapelusznik wspomniani zostają w rozdziale szóstym, gdy Alicja decyduje, kogo z nich chce odwiedzić. Kot z Cheshire opowiada Alicji, że obaj są obłąkani. Marcowy Zając wraz z kompanami ponownie pojawiają się w rozdziale jedenastym, a Zając zostaje wezwany jako świadek w procesie o kradzież ciastek Królowej Kier.
Gospodarz podwieczorku i ze wszystkich jego uczestników zachowuje najbardziej nieprzewidywalnie, do tego stopnia iż Alicja cieszy się, że obecnie jest maj i jest mniej szalony niż byłoby to w marcu. Mieszka w domu, w którym wszystko jest wycięte na kształt zajęczej głowy i uszu. Podobnie jak jego towarzysze, Marcowy Zając uważa, że jest zobowiązany do uczestniczenia w obłąkanej herbatce na zawsze, odkąd mówi się, że Kapelusznik „zabijał czas”, śpiewając dla Królowej Kier.
Marcowy Zając pojawia się w Po drugiej stronie lustra jako anglosaski posłaniec Białego Króla pod pseudonimem „Haigha”, co rymuje się z „burmistrzem” (ang. mayor). Mimo to, Alicja nie rozpoznaje w posłańcu Marcowego Zająca. Martin Gardner podaje, że Haigha brzmi podobnie co hare (pol. zając), stąd został przedstawiony z głową zająca.

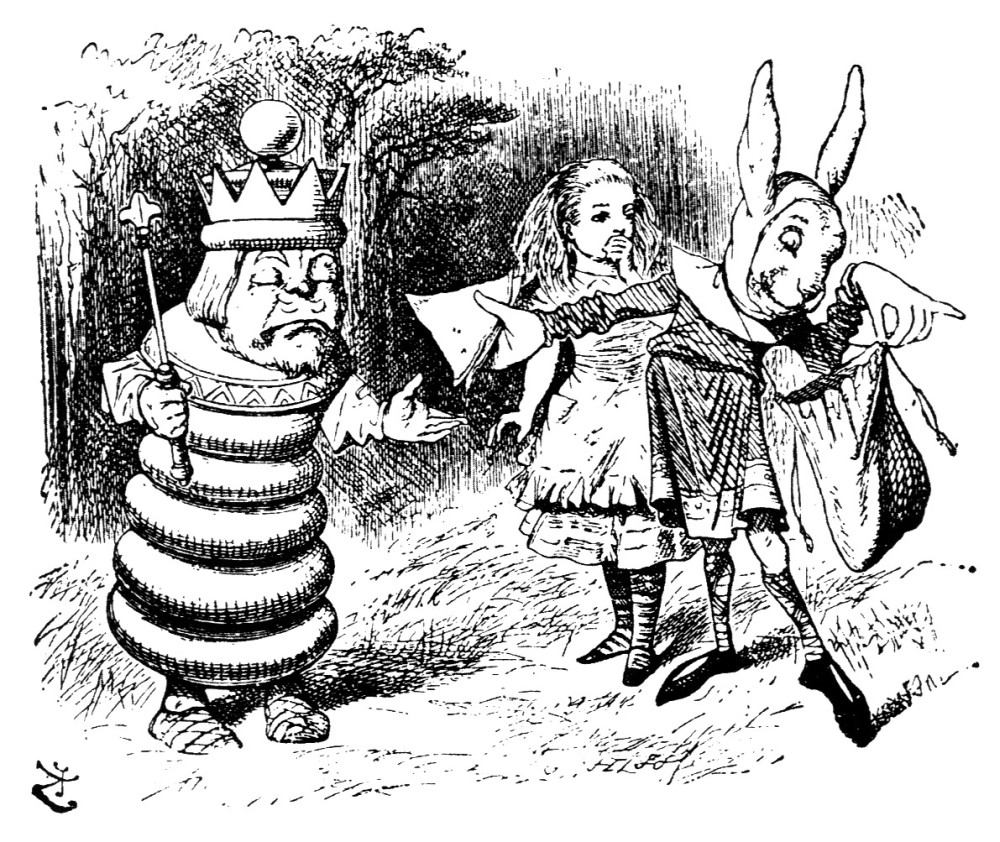
Marcowy Zając jako Haigha

## Inspiracja postaci
Imię Marcowego Zająca wywodzi się od angielskiego idiomu mad as a March hare (pol. wariować jak marcowy zając), które było bardzo rozpowszechnione w czasach Carrolla. Pojawiło się już w zbiorze przysłów Johna Heywooda opublikowanym w 1546 roku. Powiedzenie to opiera się na popularnym przekonaniu, zgodnie z którym w marcu samce zajęcy zachowują się nieprzewidywalnie: w rzeczywistości, zauważa Martin Gardner, w okresie godowym (późna zima/wczesna wiosna) samice zajęcy szaraków mają tendencję do oddalania się od niechcianych samców brutalnie je kopiąc lub wykonując bardzo długie skoki . Część dialogów jak No room, No room! czy Have some more wine. są zaczerpnięte z ówczesnych wyrażeń i tekstów kultury. 
Według Harry’ego Morgana Ayresa, że tworząc Haighę Carroll mógł mieć na myśli Daniela Henry’ego Haigha, znanego XIX-wiecznego eksperta od run saskich i autora dwóch naukowych książek o Sasach. Roger Green sugeruje z kolei, że przebranie Marcowego Zająca i Kapelusznika wynikło z sytuacji opisanej przez Carrolla w jego dzienniku. 5 grudnia 1863 roku Carroll wraz z Lidell i jej córkami udał się do kościoła na pasterkę i jedna z scenek była osadzona w czasach Anglosasów. Stąd zdecydował na danie postaciom ubrań z epoki.